# Noctis Labyrinthus

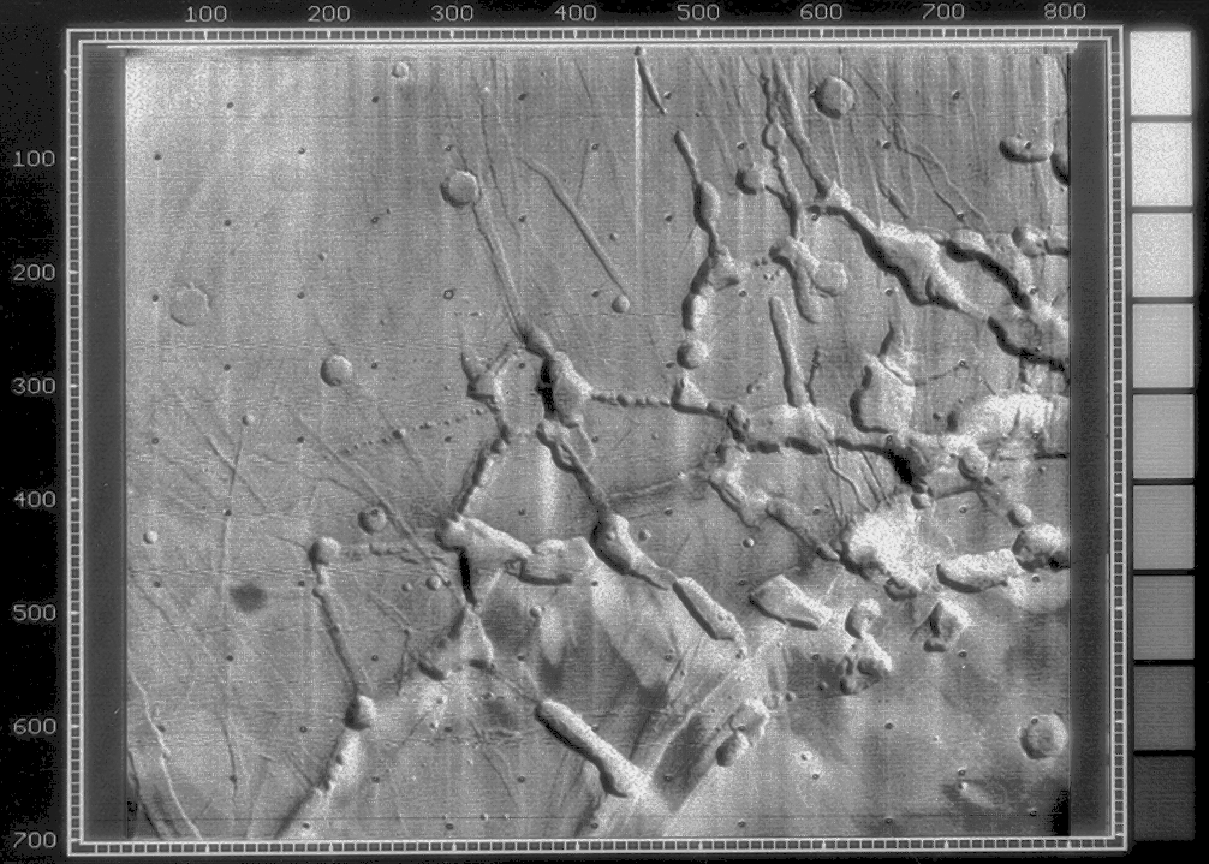
Vista de Noctis Labyrinthus obtinguda pel Mariner 9. La imatge té uns 400 km d'amplada i està centrada a 6º S, 105º W, a l'extrem de les terres altes de Tharsis. El nord és a dalt.

Noctis Labyrinthus

Noctis Labyrinthus (en llatí «laberint de la nit») és una regió de Mart situada entre el Valles Marineris i les terres altes de Tharsis. La zona és destacable pel seu sistema de valls profundes, estretes i entrecreuades (tret planetari que rep el nom genèric de labyrinthus en la nomenclatura planetària), formant un sistema complex i laberíntic. Les valls i els canyons semblen haver-se format per falles i molts mostren les característiques habituals del graben, amb les superfícies de la planura conservades al sòl de les valls. En alguns llocs els sòls de les valls són més accidentats, a causa de corriments de terra, mentre que en altres el sòl sembla haver-se enfonsat en formacions en forma de pou. Es creu que l'activitat de falles fou provocada per l'activitat volcànica a la veïna regió de Tharsis.